# Брюс Елмегрін
Брюс Гордон Елмегрін (англ. Bruce Gordon Elmegreen, нар. 24 лютого 1950) — американський астроном.

## Біографія
Елмегрін народився в Мілуокі, здобув ступінь бакалавра 1971 року в Університеті Вісконсину у Медісоні, а 1975 року в Принстонському університеті захистив дисертацію доктора філософії з астрофізики під керівництвом Лаймана Спітцера. З 1975 по 1978 рік він був молодшим дослідником у Гарвардському університеті, а з 1978 по 1984 рік — професором-асистентом Колумбійського університету. З 1984 року він працював у IBM, займаючись дослідженнями в Дослідницькому центрі Томаса Вотсона.
Його дослідження стосуються міжзоряного газу, особливо зореутворення в газових туманностях і великомасштабної структури спіральних галактик. Використовуючи комп'ютерне моделювання, він довів існування стоячих хвиль у спіральних галактиках.
З 1976 року він одружений з астрономкою Деброю Елмегрін (нар. 1952), яка є професоркою Вассар-Коледжу. У 2013 році вони спільно написали статтю «Початок спіральної структури у Всесвіті», опубліковану в Astrophysical Journal.

## Відзнаки та нагороди
- У 2001 році Елмегрін отримав премію Денні Гайнемана з астрофізики.
- У 2020 році обраний членом спадщини (англ. Legacy Fellow) Американського астрономічного товариства[8].
- У 2021 році отримав золоту медаль Кетрін Вулф Брюс від Тихоокеанського астрономічного товариства[9].
- На його честь названо астероїд 28364 Брюселмегрін[fr], відкритий проєктом LONEOS у 1999 році[5][10].